# Мартишко Геннадій Григорович
Генна́дій Григо́рович Мартишко — український залізничник, кавалер ордена «За заслуги» ІІІ ступеня (2007), головний інженер вагонного депо «Куп'янськ», учасник ліквідації наслідків аварії на Чорнобильській АЕС.

## Життєпис
Геннадій Мартишко у 1986 році займав посаду завідувача відділу Куп'янського міського комітету ЛКСМУ. У вересні — кінці жовтня того ж року брав участь у ліквідації наслідків аварії на Чорнобильській АЕС, зокрема працював на даху реакторного цеху 3 блоку.
Після цього він служив у Радянській армії, а згодом став працювати в управлінні зрошувальних систем.
У 1992 році він прийшов на роботу до вагонного депо «Куп'янськ» Південної залізниці, де став бригадиром підсобного цеху. Згодом працював старшим майстром складального цеху, заступником начальника з постачання, інженером-технологом, інженером з організації та нормування праці, помічником начальника з кадрів та соціальних питань.
У 2004 році Геннадій Мартишко став головним інженером вагонного депо «Куп'янськ» (ВЧД-12) Південної залізниці і займає цю посаду до цього часу. За його активної участі в депо проведено реконструкцію очисних споруд зі зворотнім водообміном, створено кабінет технічного навчання, встановлено нове устаткування, яке дало змогу проводити капітальний ремонт вагонів-цистерн.

## Нагороди
- Орден «За заслуги» ІІІ ступеня «За вагомий особистий внесок у соціально-економічний та культурний розвиток Харківщини, значні професійні здобутки, багаторічну сумлінну працю та з нагоди 75-річчя утворення області» (2007)[2]